# Pseudomys occidentalis
Pseudomys occidentalis — вид гризунів родини мишевих (Muridae). Колись він був широко розповсюджений у більшому ареалі, він став обмеженим приблизно десятьма резерватами залишків чагарників у південно-західній Австралії та оголошений майже під загрозою зникнення. Це малі та міцні миші, які живуть у норах у піщаному ґрунті, виходячи вночі, щоб добути їжу в прилеглій місцевості.

## Морфологічна характеристика
Це дрібний гризун з довжиною голови й тулуба від 88 до 110 мм, довжиною хвоста від 120 до 140 мм, довжиною лап від 24 до 28 мм, довжиною вух від 18 до 20 мм і вагою до 55 грамів. Верхня частина темно-сіра з жовтуватими відблисками. Черевні частини сірувато-білі, основа волосків чорно-бура. Руки та ноги білі. Хвіст довший за голову й тулуб, густо вкритий довгими волосками, чорний зверху, білий знизу і на кінчику.

## Поведінка
Це нічний і зграйний вид. Вдень ховається в норах, побудованих у землі. Харчується насінням, частинами рослин, квітами, плодами та членистоногими. Швидко піднімається по кущах, щоб годуватися.